# Wigmore
Wigmore is een civil parish in het noordwesten van Herefordshire, Engeland. Het ligt op ongeveer 8 mijl ten westen van Ludlow (Welsh Marches). Anno 2008 telt het dorp 1626 inwoners. Aan de rand van het dorp bevindt zich een kasteel dat in het bezit was van de Mortimers.